# Henrik Rosencrantz (1823–1908)
Henrik Enok Alexander Rosencrantz, född 30 september 1823 i Benestads församling, Kristianstads län, död 14 januari 1908 i Köpenhamn, var en svensk militär, hovfunktionär och godsägare.

## Biografi
Henrik Rosencrantz föddes 1823 på Örups slott i Benestads socken. Han var son till Holger Otto Rosencrantz och Ulrika Sofia Elisabet Schönström. Rosencrantz blev 1840 student vid Lunds universitet och blev 2 mars 1840 fanjunkare vid Skånska dragonregementet, utan lön. Han avlade 1842 kavalleriofficersexamen och 20 december 1843 linjeofficersexamen. Rosencrantz blev 8 februari 1844 underlöjtnant vid Skånska dragonregementet, 23 augusti 1854 löjtnant vid regementet och fock 19 april 1864 ryttmästares namn, heder och värdighet. Han blev 1868 ledamot i styrelsen för Ingelstads och Järrestads härads sparbank och blev 3 maj 1869 kammarherre. Rosencrantz tilldelades 1 december 1875 riddare av Svärdsorden och 1 december 1887 kommendör av Vasaorden, första klassen. Han avled 1908 i Köpenhamn.

### Egendom
Han ägde Gärsnäs, Ulriksberg och Axeltorp i Östra Herrestads socken och Stibyborg i Stiby socken.

### Familj
Rosencrantz gifte sig 30 juli 1852 i Vanstads kyrka med sin kusin Ulrika Ottiliana Rosencrantz (1826–1881), dotter till översten Henrik Ludvig Rosencrantz och Clara Fredrika von der Lancken. De fick tillsammans barnen Gunde Rosencrantz (1853–1855), Hella Rosencrantz (1854–1863), Mogens Rosencrantz (1856–1917), Mette-Margarete Rosencrantz (1860–1923), Elisabet Rosencrantz (1864–1922), Hans-Henrik Rosencrantz (1866–1884) och Axel Rosencrantz (1869–1918).